# Weißdorf
Weißdorf är en kommun och ort i Landkreis Hof i Regierungsbezirk Oberfranken i förbundslandet Bayern i Tyskland.
Kommunen ingår i kommunalförbundet Sparneck tillsammans med köpingen Sparneck.